# 152830 Dinkinesh
Dinkinesh (Designação de planeta menor: 152830) é um pequeno asteroide localizado no cinturão de asteroides entre Marte e Júpiter, o asteroide Dinkinesh foi descoberto em 1999 e possui uma satélite natural que foi nomeado de Selam que foi descoberto em 1 de novembro de 2023 pela sonda espacial Lucy, onde com o tempo foi descoberto que Selam é formada por dois objetos astronômicos que estão unidos formando uma única estrutura, o asteroide Dinkinesh possui um período orbital de 3,25 anos e uma distância máxima até o Sol de 2,44 unidades astronômicas com uma órbita de exencentricade equivalente à 0,112, e com uma órbita com inclinação orbital equivalente à 2,093 graus de inclinação orbital.
À partir de análises da primeira imagem retirada pelo telescópio refletor chamado Lucy Long-Range Reconnaissance Imager à bordo da sonda espacial Lucy, a equipe que administrava a sonda espacial Lucy estimou que o asteroide Dienkinesh possui um tamanho médio equivalente à 1.176,35 metros com seu comprimento equivalente à 790 metros, enquanto cada objeto astronômico que forma seu binário de contato possui aproximadamente 220 metros de tamanho.

## Etimologia
Dinkinesh é um nome etíope para Lucy, um fóssil de um Australopithecus Afarensis com 3,2 milhões de anos que recebeu o nome de Lucy que foi homenageado pela missão espacial Lucy, onde Dinkinesh significa "Você é Maravilhosa" em Amárico.
Em 1999, quando o asteroide Dinkinesh foi descoberto, ele recebeu uma designação provisória de 1999 VD57, o asteroide Dinkinesh ganhou uma numeração, quando sua órbita foi suficientemente determinada, mas permaneceu sem nome, após a equipe da sonda espacial Lucy definir o asteroide Dinkinesh como alvo para missão espacial Lucy, a equipe que administrava a missão espacial Lucy propôs renomear o asteroide para Dinkinesh.

## Ler também
Selam (Satélite)